# 凯斯维尔
凯斯维尔（德語：Kesswil）是瑞士图尔高州的一个市镇。这个市镇是著名心理学家荣格的出生地。